# Parnassius
Parnassius är ett släkte av fjärilar som beskrevs av Pierre André Latreille 1804. Parnassius ingår i familjen riddarfjärilar.

## Bildgalleri

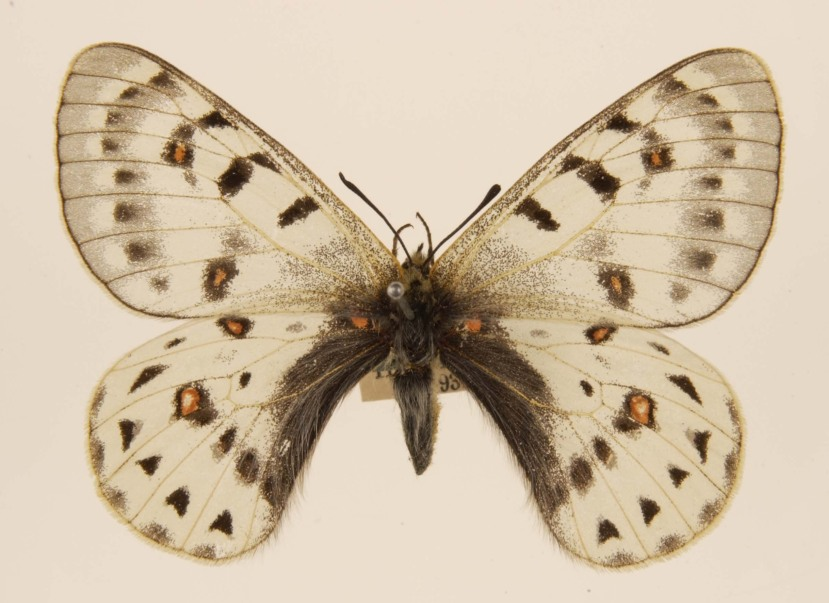
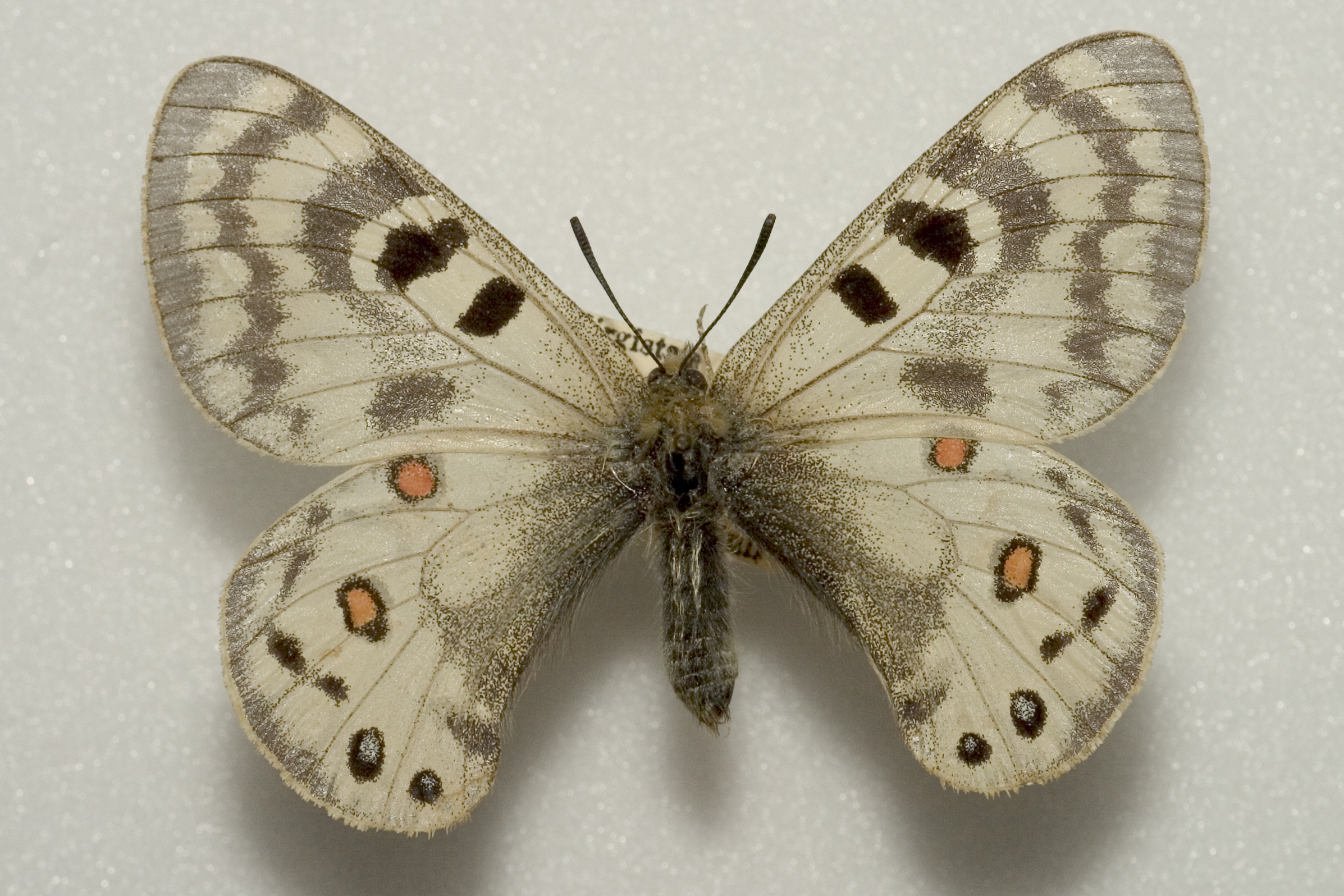
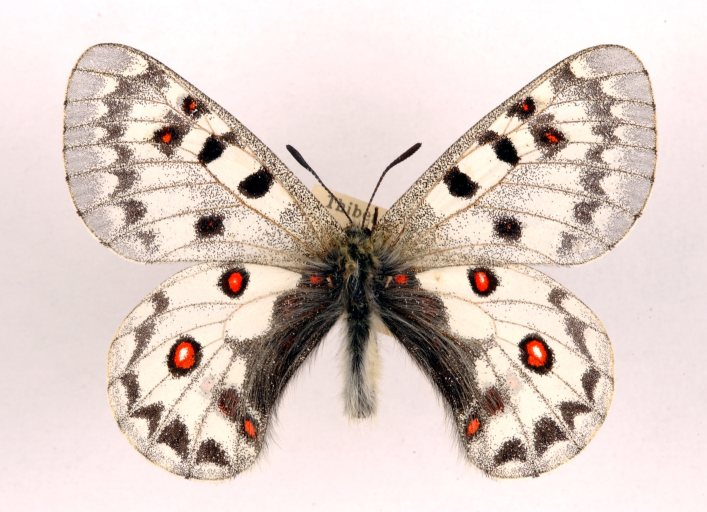
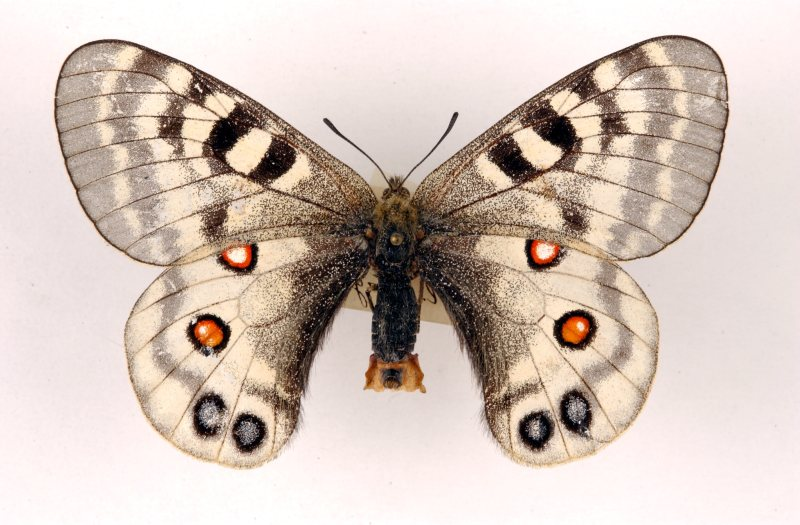
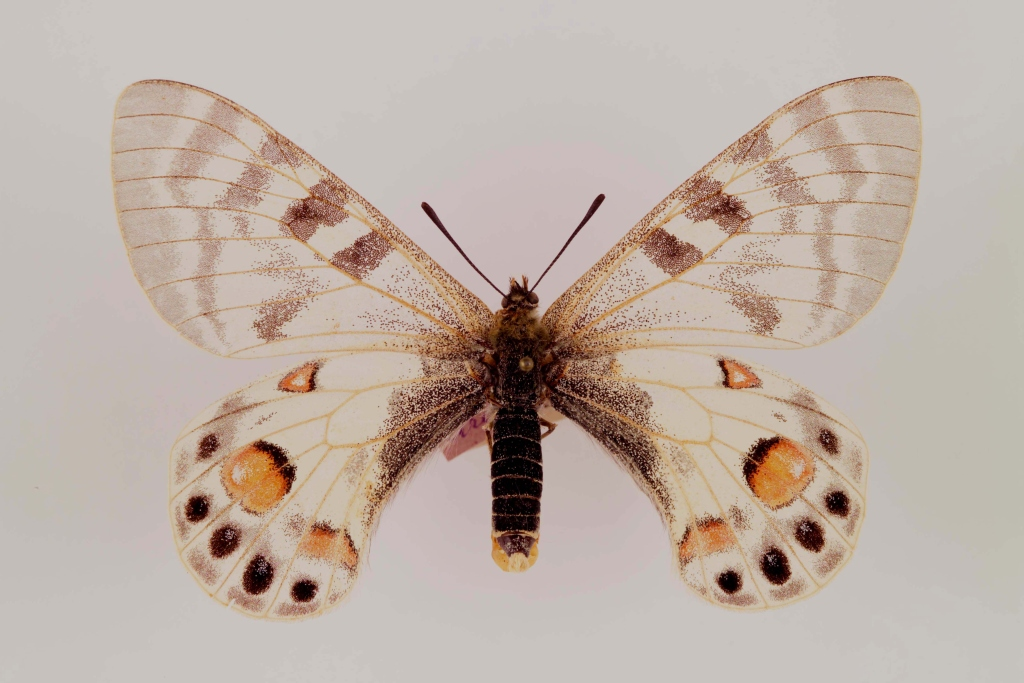
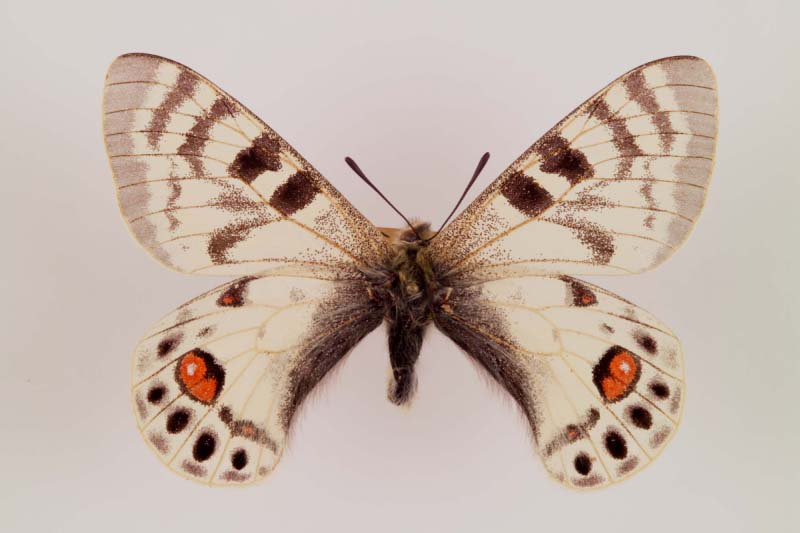

## Dottertaxa tillParnassius, i alfabetisk ordning[1][2]
- Parnassius acco
- Parnassius acdestis
- Parnassius actius
- Parnassius andreji
- Parnassius apollo
- Parnassius apollonius
- Parnassius arctica
- Parnassius ariadne
- Parnassius autocrator
- Parnassius boedromius
- Parnassius bremeri
- Parnassius cardinal
- Parnassius cephalus
- Parnassius charltonius
- Parnassius clodius
- Parnassius davydovi
- Parnassius delphius
- Parnassius dongalaicus
- Parnassius epaphus
- Parnassius eversmanni
- Parnassius glacialis
- Parnassius hardwickii
- Parnassius honrathi
- Parnassius hunnyngtoni
- Parnassius imperator
- Parnassius inopinatus
- Parnassius jacquemontii
- Parnassius loxias
- Parnassius maharaja
- Parnassius maximinus
- Parnassius mnemosyne
- Parnassius nomion
- Parnassius nordmanni
- Parnassius orleans
- Parnassius patricius
- Parnassius phoebus
- Parnassius sacerdos
- Parnassius schultei
- Parnassius simo
- Parnassius simonius
- Parnassius smintheus
- Parnassius staudingeri
- Parnassius stenosemus
- Parnassius stoliczkanus
- Parnassius stubbendorfii
- Parnassius szechenyii
- Parnassius tenedius
- Parnassius tianschanicus